# Capilla de San Juan de Letrán (Zahara de la Sierra)
La capilla de San Juan de Letrán es una ermita dedicada al culto católico, está ubicada en la Plaza San Juan Zahara de la Sierra, provincia de Cádiz, Andalucía, España. Del siglo XIX, San Juan de Letrán de Zahara constituye una destacada muestra de la arquitectura religiosa andaluza de la segunda mitad del siglo XIX.

## Historia
La Ermita actual está edificada sobre el solar que ocupó la antigua mezquita, de la que sólo queda en pie la torre. Fue bendecida e inaugurada en el año 1956. Es de una sola nave, su portada es un amplio arco de medio punto coronado por tres espadañas, que cobijan las campanas fundidas el mismo año de su construcción.

## Interior
Está dedicada a la advocación de Nuestra Señora de los Dolores, Patrona de Zahara de la Sierra. En el interior, puede contemplarse un retablo barroco que preside el Santísimo Cristo de la Veracruz, Nuestra de los Dolores y San Juan Evangelista, imágenes de valor incalculable que pueden fecharse del siglo XVI y de finales del siglo XVII el Cristo y la Virgen. Además en los laterales se encuentran las imágenes del Santo Entierro, el Resucitado, San José, San Roque y San Juan Bautista.

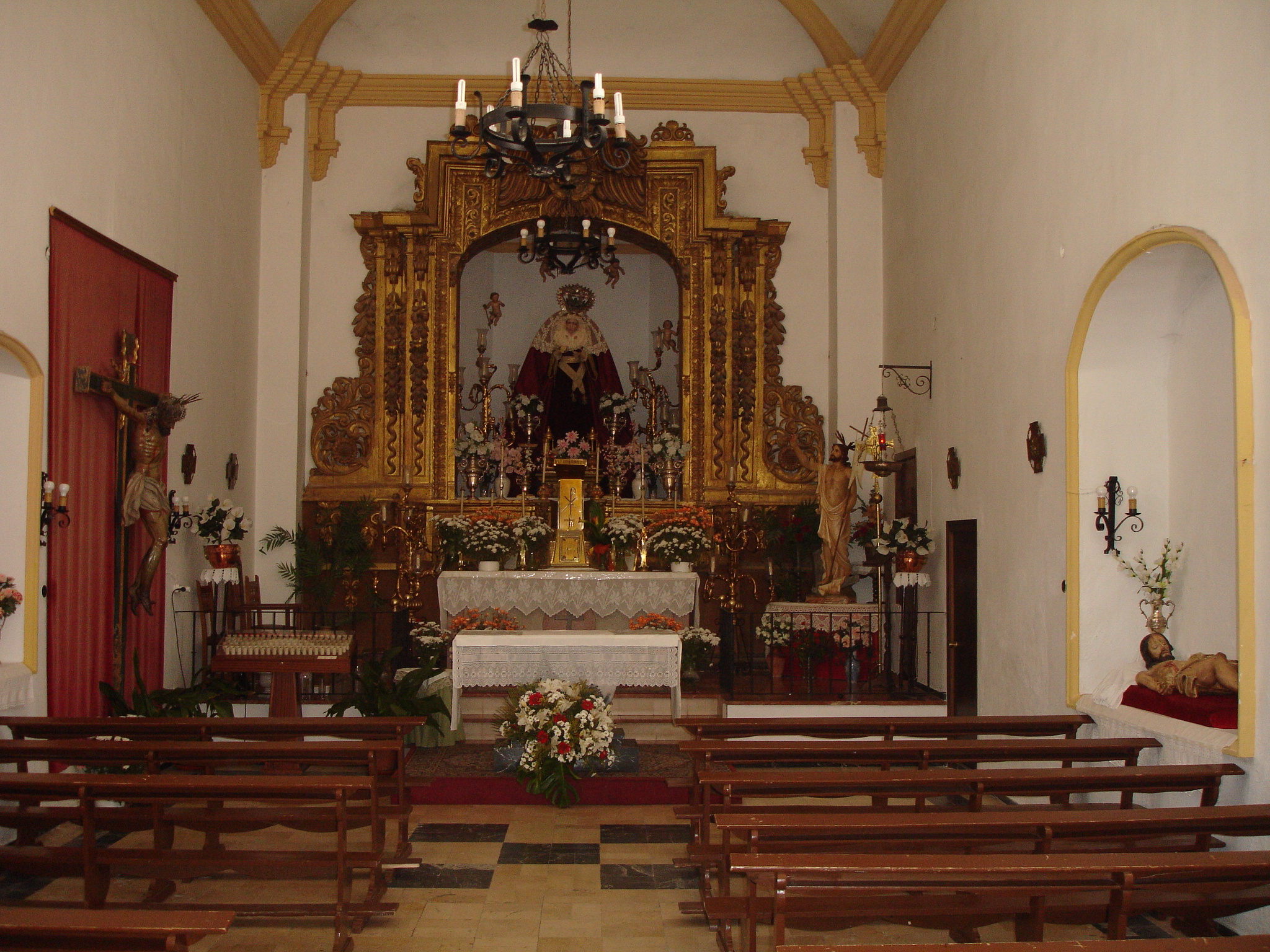
Interior